# EAS (álbum)
EAS (Envisage as Spiral) é o quarto álbum de estúdio da banda japonesa de rock Fanatic Crisis, lançado em 13 de setembro de 2000 sendo seu primeiro lançamento pela Stoic Stone, o selo próprio do grupo.
Os singles do álbum são "Kokoro ni Hana o Kokoro ni Toge o" (心に花を 心に棘を), "Behind", usados como música tema dos programas de televisão Rythm Baby e 20-Sai no Kekkon (20歳の結婚) respectivamente, e "Defect Lover Complex". As turnês em promoção ao álbum aconteceram ao longo do ano de 2000, chamadas Eas Syndrome. A coleção de videoclipes Eas Syndrome Files lançada em 2001 também exibe o bastidores da turnê.
Em 2019, Tsutomu Ishizuki, Kazuya e Shun se reuniram como uma subunidade da banda, chamada Fantastic Circus. Os singles do álbum foram incluídos no álbum de grandes êxitos Tenseism lançado pela subunidade em março de 2023.

## Estilo musical e temático
O título do álbum, que é um acrônimo para Envisage as Spiral (visualizar como espiral) significa "enxergar uma escala em espiral em sua mente." Sobre a canção "Behind", o website CD Journal afirma que começa com guitarra e baixo pesados, mas se torna pop com a entrada dos vocais. A HMV comentou que o som mudou bastante em comparação com primeiro álbum da banda em uma grande gravadora, One -one for all-.

## Desempenho comercial
O álbum alcançou a 11ª posição na Oricon Albums Chart, ficando na parada por três semanas. Vendeu 23,180 cópias enquanto esteve na parada, fazendo-o ser o terceiro álbum mais vendido da banda, atrás dos anteriores The.Lost.Innocent e One -one for all-. Na Billboard Japan, estreou em 15° lugar.
"Kokoro ni Hana o Kokoro ni Toge o" (心に花を 心に棘を), "Behind" e "Defect Lover Complex" chegaram à 20ª, 20ª e 26ª posição na Oricon Singles Chart, respectivamente.

## Faixas
Todas as faixas escritas e compostas por Tsutomu Ishizuki, exceto onde notado, e todos os arranjos feitos por Fanatic Crisis e Yoshihiro Kambayashi. 
| N.º            | Título                                                        | Música         | Duração |  |
| 1.             | "Spiral Age" (スパイラルエイジ)                               |                | 5:16    |  |
| 2.             | "PURPLE & PSYCHIC HONEY" (EAS mix)                            |                | 5:06    |  |
| 3.             | "Kokoro ni Hana o Kokoro ni Toge o" (心に花を 心に棘を)       |                | 4:27    |  |
| 4.             | "Scratch 69"                                                  | Fanatic Crisis | 3:59    |  |
| 5.             | "Defect Lover Complex"                                        | Fanatic Crisis | 3:52    |  |
| 6.             | "EAS"                                                         |                | 3:22    |  |
| 7.             | "Sonzai Riyuu to Sonzai Ishiki" (存在理由と存在意識, EAS mix) |                | 5:59    |  |
| 8.             | "Erase You"                                                   | Fanatic Crisis | 3:27    |  |
| 9.             | "Be You" (EAS mix)                                            |                | 5:07    |  |
| 10.            | "Behind"                                                      |                | 4:05    |  |
| 11.            | "Hoshi ni Negai o" (星に願いを)                               |                | 5:18    |  |
| Duração total: | Duração total:                                                | Duração total: | 47:00   |  |

## Ficha técnica
Fanatic Crisis
- Tsutomu Ishizuki − vocais
- Kazuya − guitarra solo
- Shun − guitarra rítmica
- Ryuji − baixo
- Tohru − bateria